# Żelazowa Wola
Żelazowa Wola [ʐɛlaˈzɔva ˈvɔla] là một ngôi làng ở Gmina Sochaczew, Sochaczew County, Masovian Voivodeship, ở phía tây trung tâm Ba Lan. Nó nằm bên cạnh dòng sông Utrata, cách Sochaczew khoảng 8 kilômét (5 mi) về phía đông bắc và cách thủ đô Warsaw 46 km (29 mi) về phía Tây. Żelazowa Wola có dân số là 65 người.
Ngôi làng là nơi chào đời của nghệ sĩ piano và nhà soạn nhạc người Ba Lan Frédéric Chopin. Nó được biết đến với phong cảnh Masovia đẹp như tranh vẽ, bao gồm nhiều dòng suối uốn lượn bao quanh bởi những cây liễu và những ngọn đồi.
Năm 1909, để kỷ niệm một trăm năm của Chopin, nhà soạn nhạc người Nga Sergei Lyapunov đã viết bài thơ giao hưởng, Zhelazova Vola (elazowa Wola), Op. 37 (tiếng Nga: Желязова-Воля), "trong những ký ức về Chopin".

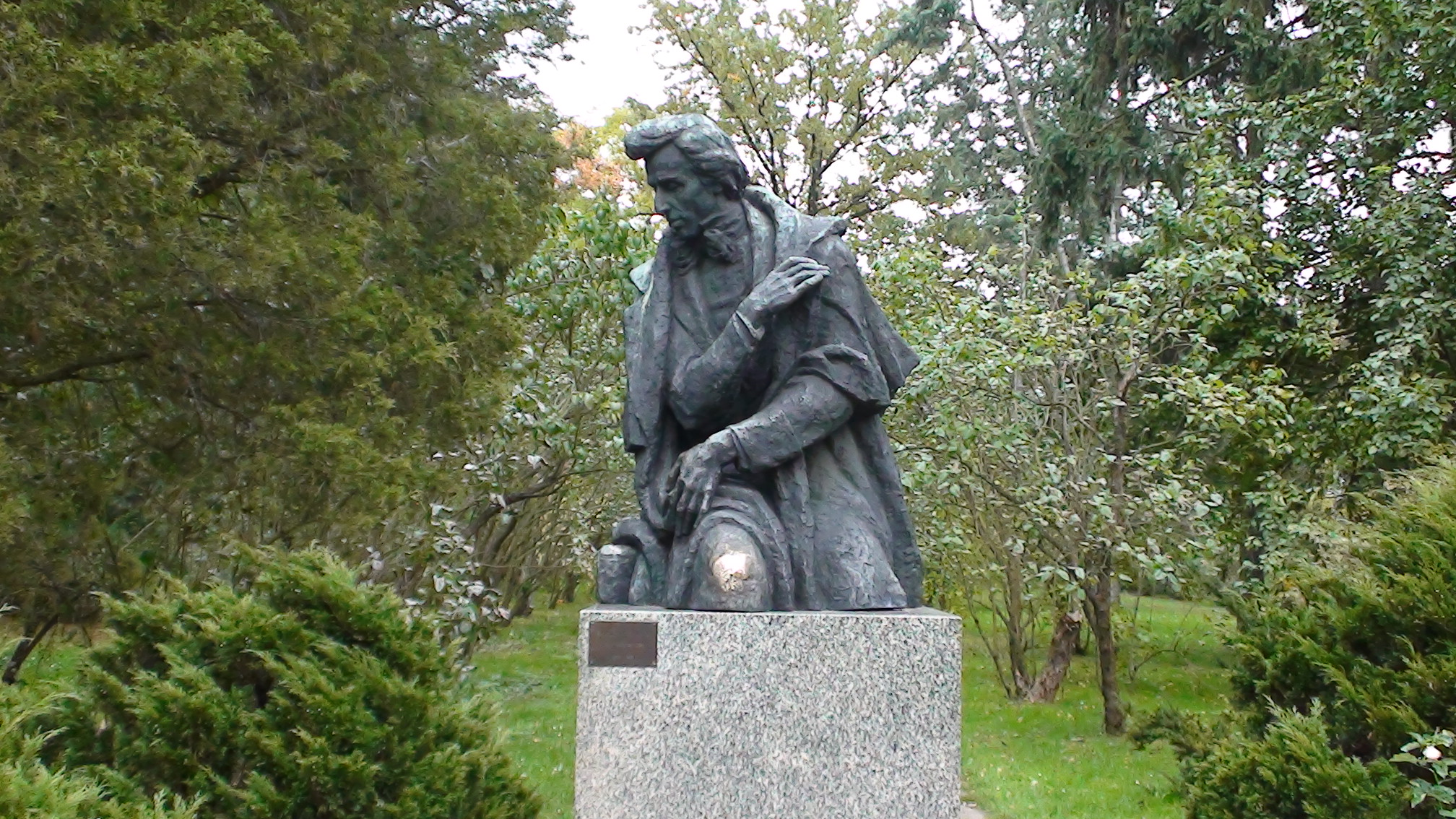
Tượng đài Chopin tại elazowa Wola, bởi Józef Gosławski

Nằm trong gian nhà phụ của ngôi nhà mà Chopins từng sống, được bao quanh bởi một công viên, là một bảo tàng dành cho nhà soạn nhạc. Vào mùa hè, các buổi hòa nhạc của anh được biểu diễn bởi những nghệ sĩ piano từ khắp nơi trên thế giới, những người chơi trong nhà của gia đình. Trong một công viên liền kề là một tượng đài của nghệ sĩ piano, được thiết kế bởi Józef Gosławski.